# 百塚村
百塚村（ひゃくづかむら）は、かつて富山県婦負郡にあった村。

## 沿革
- 1889年（明治22年）4月1日 - 町村制の施行により、婦負郡百塚村、田尻村、宮尾村、松木村、本庄村、山岸村、寺島村及び百塚新村の区域をもって、婦負郡百塚村が発足する。
- 1941年（昭和16年）2月11日 - 婦負郡八幡村（やはたむら）、草島村及び百塚村が合併して、婦負郡八幡村（はちまんむら）が発足する。